# To Write Like a Woman
To Write Like a Woman: Essays in Feminism and Science Fiction est un recueil d'essais féministes sur la science-fiction de Joanna Russ, publié en 1995. La plupart avaient déjà été publiés sous forme de lettres, d'anthologies ou de revues telles que Science Fiction Studies, Extrapolation et Chrysalis. Les sujets abordés vont des travaux d'auteurs et autrices spécifiques aux grandes tendances du féminisme et de la science-fiction. À travers tous ces différents thèmes, Russ souligne l'importance de célébrer le travail des autrices  et de porter un regard critique sur les commentaires et le travail produit par les hommes.
La collection est divisée en deux sections. La première partie se concentre sur la critique de l'écriture masculiniste et des auteurs masculins, tandis que la deuxième partie se concentre sur le travail des autrices  et leur relation à l'écriture.

## Contenu
Joanna Russ publie To write like a women (Écrire comme une femme) en 1995, et l'essai est considéré comme un ouvrage fondateur de la recherche littéraire féministe. Elle y explore les différentes voies possibles d'inclusions de protagonistes féminins dans un scénario littéraire classique, et conclut que l'écriture des femmes est uniquement possible en dehors des tropes existants. Le rôle des protagonistes féminins est voué à demeurer dans la passivité si elle existe seulement en relation avec un homme, car on ne peut échapper au fait que la culture soit déterminé par le masculin. Que ce soit des héroïnes comme Juliette, Emma Bovary ou Anna Karénine, les femmes héroïnes sont conçues par et pour le regard masculin. La seule exception se trouve dans les personnages exemplifiés par ce que Russ nomme la  «Déesse des salopes», vouée à détruire le monde des hommes. Ainsi soit une femme écrivaine se conforme à la norme de cette division sexuée, comme le font par exemple Jane Austeen et Charlotte Brontë, ou si elle cherche à s'en affranchir son style est stigmatisé comme flou et manquant de structuration comme Virginia Woolf ou Georg Eliott. Pour Russ, la voie de l'indépendance pour écrire en tant que femme et introduire des personnages féminins indépendants et non passifs se situe dans les genres littéraires qui ne sont pas déjà traditionnellement cantonné dans un sexe : la mythologie, la littérature policière, la science fiction ou les histoires surnaturelle. Elle conclut ironiquement en mentionnant Mary Shelley, que «la science-fiction a une mère. Bien».
Joanna Russ avait envoyé l'essai Transformations of Identity in the Work of Willa Cather a été proposé à plusieurs éditeurs en pensant que l'homosexualité de Willa Cather était connue, mais les réactions de rejet et le déni furent très forts, si bien que l'essai ne put être publié initialment que dans le Journal of Homosexuality. Michele Barale avait fait connaitre cette autrice à Joanna Russ, qui montre comment Cather en prenant le point de vue masculin pour décrire des personnages masculins frustrés dans leur désir de femmes pour diverses raisons, semble ne réaliser en fait qu'une  représentation de la façon dont une femme lesbienne accède à la présence des femmes tout en ne pouvant pas consommer leurs désirs.

### Première partie
- Towards an Aesthetic of Science Fiction publié initialement dans le Science Fiction Studies (en), juillet 1975[4]
- Speculations: The Subjunctivity of Science Fiction, publié initialement dans le Extrapolation, Vol. 15. (1973)
- SF and Technology as Mystification publié initialement dans le Science Fiction Studies, novembre 1978[5]
- Amor Vincit Foeminam: The Battle of the Sexes in Science Fiction, publié initialement dans Science Fiction Studies, mars 1980[6]
- On the Fascination of Horror Stories, publié initialement dans Science Fiction Studies, mars 1980[6]
- A Boy and His Dog: The Final Solution” Originally published in Frontiers: A Journal of Women’s Studies, automne 1975[7]

### Deuxième partie
- What Can a Heroine Do? or Why Women Can’t Write, publié initialement dans le livre de Susan Koppelman (d) :  Images of Women in Fiction: Feminist Perspectives[8]
- Somebody’s Trying to Kill Me and I Think It’s My Husband: The Modern Gothic, publié initialement dans le The Journal of Popular Culture, 1973[9].
- On Mary Wollstonecraft Shelley Originally published as the introduction to Mary Wollstonecraft Shelley's posthumous collection, Tales and Stories, 1975[10].
- Recent Feminist Utopias publié initialement dans le livre de  Marleen S. Barr's Future Females: A Critical Anthology[11].
- To Write Like a Woman : Transformations of Identity in the Work of Willa Cather, publié initialement dans le The Journal of Homosexuality (en), 1986[12].
- On The Yellow Wallpaper, publié initialement dans une lettre aux éditeurs de la  National Women's Studies Association (NWSA) Journal but published for the first time here in To Write Like a Woman[13].
- ”Is “Smashing” Erotic?” publié initialement comme lettre aux éditeurs de Chrysalis in 1979[14].
- Letter to Susan Koppelman

## Réception
Cette collection d'essais a été saluée pour son accessibilité, même pour les lecteurs peu familiers avec la théorie complexe de la critique féministe ou de science-fiction. La critique s'est principalement centrée sur les contradictions dans le sujet des essais, puisque le matériel source va de Mary Wollstonecraft Shelley à Star Trek. De plus, les critiques ont affirmé que les mises en garde de Russ contre les lectures psychanalytiques du travail d'un auteur sont naïves et trop simplistes.